# Хроматида
Хроматида — структурний елемент хромосоми, що формується в інтерфазі ядра клітини в результаті подвоєння хромосоми.
Хроматидами називається будь-яка з двох копій молекули ДНК, з'єднаних своїми центромерами. Цей термін використовується, поки центромери залишаються в контакті. Після поділу хромосом в ході анафази мітозу або мейозу нитки називають дочірніми хромосомами. Іншими словами, хроматиди є половинками реплікованих хромосом.